# Павуки-колопряди
Павуки-колопряди або аранеїди або хрестовики (Araneidae) — родина павуків підряду аранеоморфних (Araneomorphae). Включає понад 3000 видів. Частково відповідає колишній родині Argiopidae, яка тепер перегрупована.

## Опис
Це дуже різноманітні за розмірами, формою тіла і забарвленням павуки. На останній парі ніг під звичайними трьома кігтиками, крім зубчастих щетинок, мається шипоподібний придаток, що бере участь у прядінні павутини з окремих ниток. Аранеїди в більшості роблять колесоподібні тенета звичайно з гніздом за їх межами. родина ділиться на ряд підродин, з яких найбільша підродина Araneinae. Один тільки рід — Хрестовик (Araneus)- налічує у фауні світу більше 1000 видів.

## Спосіб життя
Багато видів хрестовиків у більшості мешканці лісів і садів, але є степові і пустельні. Схожі до хрестовиків і види інших родів, що мешкають у лісах — Cyclosa, Meta, Argiope, тощо.
Серед тропічних аранеїд цікаві рогаті павуки (Gasteracantha). Їхнє трикутне або багатокутне сплощене дуже тверде черевце озброєне шилоподібними виростами, які бувають значно довші тулуба. Незвичайна форма тіла поєднується з яскравим і різноманітним забарвленням.

## Класифікація
Включає наступні підродини і триби:
- Araneinae Simon, 1895

- Anepsiini
- Arachnurini
- Araneini
- Arkycini
- Bertranini
- Celaenini
- Cyclosini
- Dolophonini
- Exechocentrini
- Heterognathini
- Hypognathini
- Mangorini
- Poltyini
- Pseudartonini
- Testudinarini
- Ursini
- incertae sedis
  - Glyptogona Simon, 1884

Argiopinae
Cyrtarachninae Simon
- Cyrtarachnini Simon
- Mastophorini

Cyrtophorinae
Gasteracanthinae
- Caerostrini
- Gasteracanthini

- Micratheninae

incertae sedis
- Artonis Simon, 1895
- Colphepeira Archer, 1941
- Enacrosoma Mello-Leitão, 1932
- Encyosaccus Simon, 1895
- Melychiopharis Simon, 1895
- Micrepeira Schenkel, 1953
- Parmatergus Emerit, 1994
- Pronous Keyserling, 1881
- Sedasta Simon, 1894
- Singafrotypa Benoit, 1962

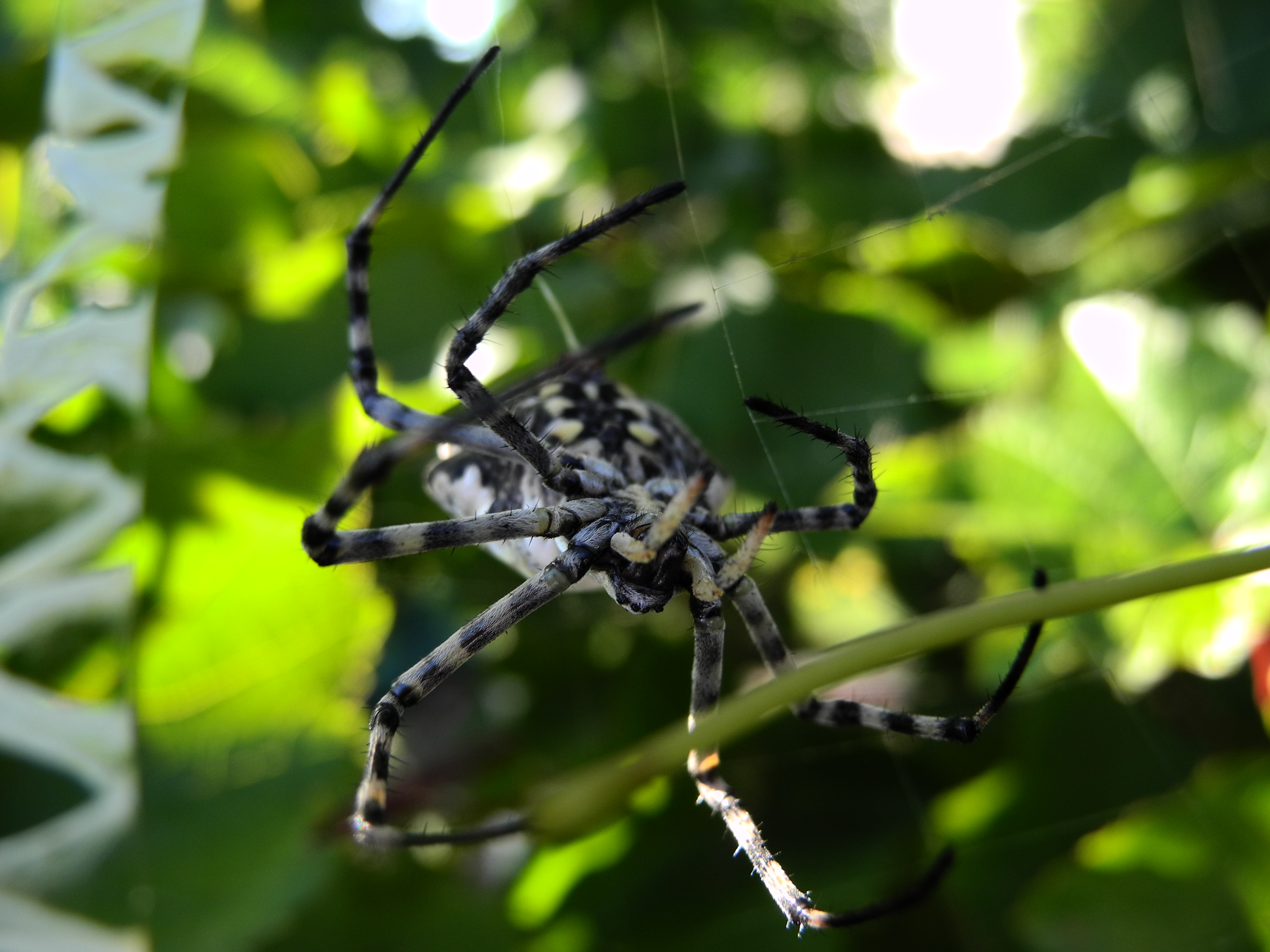
Argiope lobata, Україна

- †Tethneus Scudder, 1890 Олігоцен)
  - †Tethneus guyoti (Scudder, 1890)
  - †Tethneus henzii (Scudder)
  - †Tethneus robustus (Petrunkevitch)